# ناثان فوكس
ناثان فوكس (بالإنجليزية: Nathan Fox) (14 نوفمبر 1992 بليستر في المملكة المتحدة - ) هو لاعب كرة قدم بريطاني في مركز الوسط. لعب مع نوتس كاونتي ونادي كيترينغ تاون وStamford A.F.C. ‏ ونادي سلاو تاون ونادي كوربي تاون ورجبي تاون.

## وصلات خارجية
- ناثان فوكس على موقع قاعدة بيانات كرة القدم.إي يو (الإنجليزية)
- ناثان فوكس على موقع Soccerbase.com (لاعب) (الإنجليزية)
- ناثان فوكس على موقع Soccerway.com (الإنجليزية)